# Shirayuki dai capelli rossi
Shirayuki dai capelli rossi (赤髪の白雪姫?, Akagami no Shirayuki-hime, lett. "Biancaneve dai capelli rossi" o "La principessa Biancaneve dai capelli rossi"), anche noto come Snow White with the Red Hair, è un manga shōjo scritto e disegnato da Sorata Akiduki. Serializzato inizialmente sul LaLa DX di Hakusensha, più tardi è stato trasferito sulla rivista LaLa. In Italia la serie è stata inizialmente annunciata nel 2012 da J-Pop senza però essere mai pubblicata, mentre durante il Lucca Comics del 2020 Star Comics è stata annunciata la pubblicazione della serie a partire dall'aprile 2021.
Un adattamento anime, prodotto da Bones, è stato trasmesso in Giappone tra il 6 luglio 2015 e il 28 marzo 2016.

## Trama
Shirayuki è un'erborista del Regno di Tanbarun (タンバルン王国?, Tanbarun Ōkoku) caratterizzata da un'unica particolarità: i suoi capelli rossi. Quando il principe di Tanbarun, Raji, le ordina di diventare sua concubina, la ragazza si taglia i capelli e fugge verso il vicino Regno di Clarines (クラリネス王国?, Kurarinesu Ōkoku). Lungo il cammino, Shirayuki conosce il principe secondogenito Zen e le sue due guardie, Mitsuhide e Kiki, i quali la aiutano a fuggire da Raji. Dopo aver anche soccorso Zen a causa di un avvelenamento, Shirayuki intraprende il percorso per diventare erborista nel palazzo reale di Wistal, a Clarines. Da quel momento, la sua vita inizia ad intrecciarsi con quella dei personaggi legati alla corte, ed in particolare a quella di Zen, per il quale inizia a provare sentimenti sempre più forti.

## Personaggi

I protagonisti Shirayuki e Zen

### Personaggi principali
Shirayuki (白雪?)
Doppiata da: Saori Hayami
Erborista di diciotto anni dagli insoliti capelli rossi, molto dolce, gentile e coraggiosa. Inizialmente lavora nel Regno di Tanbarun, luogo da cui è obbligata a fuggire per scampare alle attenzioni del principe Raji. Durante la fuga nel regno vicino, s'imbatte nel principe Zen e le sue guardie, che la salvano dalla persecuzione di Raji. A Clarines, Shirayuki intraprende il percorso per diventare erborista di corte, frequentando Zen e innamorandosene nonostante molte peripezie.
Zen Wistalia (ゼン・ウィスタリア?, Zen Wisutaria)
Doppiato da: Ryōta Ōsaka
Principe secondogenito di Clarines, dal carattere amichevole e gentile, più solare rispetto al fratello maggiore. Sin dall'adolescenza è accompagnato dalle guardie Mitsuhide e Kiki, con i quali nel tempo crea un forte legame amicizia e rispetto reciproco, nonostante le posizioni sociali differenti. Ha uno spirito molto avventuroso ed è un abile spadaccino. Viene colpito da Shirayuki non solo per lo strano colore dei suoi capelli, ma soprattutto per la sua tenacia; col passare del tempo, Zen si innamora della ragazza e cerca di fronteggiare gli ostacoli che impediscono il loro rapporto.
Mitsuhide Ruhen (ミツヒデ・ルーエン?, Mitsuhide Rūen)
Doppiato da: Yūichirō Umehara
Guardia personale di Zen nonché una delle persone più fidate del principe e suo migliore amico. Ha ventitré anni, una personalità molto onesta e leale, e verso il principe si dimostra molto protettivo; nonostante sia sempre in compagnia di Kiki, non è chiaro se tra i due ci sia qualcosa oltre l'amicizia. Non si sa molto sulla sua vita privata o familiare. Prima di lavorare per Zen era un soldato dell'Ordine dei Cavalieri di Sereg, mentre poi all'età di diciassette anni è stato incaricato dal principe Izana di proteggere il fratello minore.
Kiki Seiran (木々・セイラン?)
Doppiata da: Kaori Nazuka
Una delle guardie del corpo di Zen e abile spadaccina. Ha una personalità tranquilla e seria, dedita al proprio lavoro e alle proprie responsabilità. All'apparenza si dimostra molto fredda e severa, ma talvolta dimostra anche il suo lato più gentile, soprattutto nei confronti di Mitsuhide. Le piace prendere in giro il compagno e, sapendo dell'interesse che Zen nutre per Shirayuki, cerca di sostenerlo e supportarlo nella sua scelta. Appartiene alla famiglia della nobile casata Seiran.
Obi (オビ?)
Doppiato da: Nobuhiko Okamoto
Ninja e abile combattente, in un primo momento al servizio del nobile Haruka; successivamente inizia a lavorare per Zen, che gli affida il titolo di portaordini e di guardia del corpo di Shirayuki. Ha un carattere irriverente e gli piace prendere in giro gli altri, soprattutto Zen, per il quale però nutre un profondo rispetto. Seppur sia inizialmente distaccato e chiuso, con il tempo instaura un buon rapporto con gli abitanti del palazzo, ed in particolare con Shirayuki, dal quale rimane colpito e per cui comincia a provare affetto e senso di protezione.

### Regno di Clarines
Izana Wistalia (イザナ・ウィスタリア?, Izana Wisutaria)
Doppiato da: Akira Ishida
Principe ereditario e futuro re di Clarines, è il fratello maggiore di Zen. Sovrano responsabile che mette al primo posto le persone, lascia spesso il castello probabilmente per occuparsi di questioni ufficiali. Nonostante il carattere serio e il contegno che dimostra, con il fratello rivela una personalità piuttosto giocosa, divertendosi a prenderlo in giro per i sentimenti che prova verso Shirayuki; il loro rapporto, infatti, seppur inizialmente si dimostri freddo, si capisce essere basato sul rispetto da parte di Zen e sul senso di protezione che Izana prova per il fratello. Sebbene all'inizio sembri non approvare la relazione tra Zen e Shirayuki, alla fine la accetta.
Ryu (リユウ?, Ryū)
Doppiato da: Yūko Sanpei
Ragazzo di dodici anni che, nonostante l'età, fa già parte degli erboristi di corte. Fa da supervisore a Shirayuki per il suo apprendistato, ed instaura subito un'amicizia con lei e con Obi.
Garack Gazelt (ガラク・ガゼルト?, Garaku Gazeruto)
Doppiata da: Yūko Kaida
Capo erborista della corte di Wistal.
Kihal Togril (キハル・トグリル?, Kiharu Toguriru)
Doppiata da: Chiwa Saitō
Figlia del capovillaggio dell'isola di Yuri, Kihal è sempre accompagnata dal suo uccello Popo (ポポ?), un volatile dalle piume blu e verdi e dall'udito finissimo, che controlla grazie a un fischietto fatto di pietra noce.
Lord Haruka (ハルカ候?, Haruka-kōshaku)
Doppiato da: Tomoyuki Shimura
Nobile di corte che cerca di far uscire Shirayuki dalla vita di Zen anche con frecce minatorie. Cambia idea grazie ad un affronto della stessa Shirayuki, rimanendo però contrario al loro rapporto.

### Regno di Tanbarun
Raji Shenazard (ラジ・シェナザード?, Raji Shenazādo)
Doppiato da: Jun Fukuyama
Principe di Tanbarun, conosciuto dal popolo e dai regni vicini come "principe idiota". Sentendo parlare dei capelli rossi di Shirayuki, ordina a quest'ultima di diventare sua concubina, facendola scappare dal regno. Partito alla ricerca della ragazza, viene costretto a lasciarla andare in seguito al coinvolgimento di Zen, per evitare di mettere in pericolo le relazioni tra i due regni. Inizialmente Raji si presenta come un principe egoista e vanitoso, anche piuttosto vigliacco, che non ha a cuore nessun altro oltre a sé stesso; successivamente, grazie alle parole di Shirayuki, decide di cambiare e di diventare un principe di cui il suo popolo possa essere orgoglioso.
Sakaki (サカキ?)
Doppiato da: Katsuyuki Konishi
Rona Shenazard (ロナ・シェナザード?, Rona Shenazādo)
Doppiata da: Inori Minase
Eugena Shenazard (ユジナ・シェナザード?, Yujina Shenazādo)
Doppiato da: Mikako Komatsu

#### Leoni di Montagna
Kazuki (鹿月?)
Doppiato da: Sachi Kokuryu
Mukaze (武風?)
Doppiato da: Tōru Ōkawa
Itoya (イトヤ?)
Doppiato da: Shintarō Asanuma

#### Artigli del Mare
Umihebi (ウミヘビ? lett. "serpente marino")
Doppiata da: Mitsuki Saiga

## Media

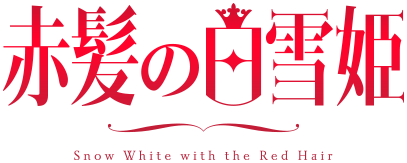
Logo originale della serie

### Manga
Il manga, scritto e disegnato da Sorata Akiduki, ha iniziato la serializzazione sulla rivista LaLa DX di Hakusensha il 10 agosto 2006 ed è stato trasferito sul LaLa dal numero di novembre 2011. Il primo volume tankōbon è stato pubblicato il 5 dicembre 2007. I diritti sono stati acquistati in Francia da Kana e a Taiwan da Sharp Point Press; in Italia la serie è stata inizialmente annunciata da J-Pop, per poi essere pubblicata da Star Comics a partire dal 14 aprile 2021. La traduzione dei testi è curata da Silvia Luccarini.

### Anime
Un adattamento anime, prodotto da Bones e diretto da Masahiro Andō, fu annunciato sul numero di aprile 2015 della rivista LaLa di Hakusensha. La prima parte della serie televisiva è andata in onda dal 6 luglio al 21 settembre 2015; la seconda metà è stata trasmessa invece tra l'11 gennaio e il 28 marzo 2016. Le sigle di apertura, interpretate da Saori Hayami, e quelle di chiusura, a cura del gruppo Eyelis, sono rispettivamente per la prima metà Yasashii kibō (やさしい希望? lett. "Gentile speranza") e Kizuna ni nosete (絆にのせて? lett. "Mettere su legami"), mentre per la seconda sono Sono koe ga chizu ni naru (その声が地図になる? lett. "La tua voce diventerà una mappa") e Page: kimi to tsuzuru monogatari (ページ～君と綴る物語～?, Pēji: kimi to tsuzuru monogatari, lett. "Pagina: la storia che tesso insieme a te"). In America del Nord gli episodi sono stati trasmessi in streaming in simulcast da Funimation, mentre in Australia e Nuova Zelanda i diritti sono stati acquistati da AnimeLab. Un episodio OAV è stato pubblicato in allegato all'edizione limitata del quindicesimo volume del manga il 5 gennaio 2016.

#### Episodi
| Nº  | Titolo italiano (traduzione letterale) Giapponese 「Kanji」 - Rōmaji | In onda           | In onda |
| Nº  | Titolo italiano (traduzione letterale) Giapponese 「Kanji」 - Rōmaji | Giapponese        |         |
| 1   | Un incontro… cambia il colore del destino 「出会い…色づく運命」 - Deai… irozuku unmei | 6 luglio 2015     |         |
| 1   | A Shirayuki è stato ordinato di diventare la concubina del principe Raji del regno di Tanbarun, per i suoi splendidi capelli rossi. La ragazza però si rifiuta di obbedire e nella notte scappa nel confinante regno di Clarines, in cui conoscerà Zen, il secondo principe di quel regno che la aiuterà a liberarsi dalle attenzioni di Raji. |                   |         |
| 2   | Seguendo il suono del proprio cuore 「辿るは胸の鳴るほうへ」 - Tadoru wa mune no naru hō e | 13 luglio 2015    |         |
| 2   | Shirayuki si allontana dalla città per cercare nuove erbe medicinali ma viene rapita da Mihaya, che la imprigiona nella sua villa in montagna con l'intenzione di venderla a qualche nobile. Zen, preoccupato per non vederla tornare, la va a cercare e la salva. |                   |         |
| 3   | Il momento brillante della promessa 「約束、輝くその時に」 - Yakusoku, kagayaku sonotoki ni | 20 luglio 2015    |         |
| 3   | Lord Haruka non approva la presenza di Shirayuki al castello e con il suo sottoposto Obi prepara degli stratagemmi per allontanarla. Shirayuki però affronta Haruka di persona, vincendo, e Obi passa dalla sua parte. |                   |         |
| 4   | Da quella piccola mano, risuona un concerto magnifico 「芽吹きの協奏曲響く、小さな手」 - Mebuki no kyōsōkyoku hibiku, chiisana te | 27 luglio 2015    |         |
| 4   | Shirayuki supera l'esame per diventare erborista di corte facendosi aiutare da Zen che è stato chiuso nella serra con lei da uno sconosciuto. Shirayuki viene affidata a Ryu, un bambino in gamba che non sa relazionarsi con le persone, e Garak le fa leggere in privato la cartella clinica di Zen, da cui scopre tutti i veleni che ha assunto per diventarne immune. |                   |         |
| 5   | Viaggio, la cristallizzazione della premonizione 「この道は予感の結晶」 - Kono michi wa yokan no kesshō | 3 agosto 2015     |         |
| 5   | Shirayuki cura i soldati di un forte militare, avvelenati da un gruppo di banditi attraverso il legname per il fuoco, ma per curare tutti si stanca fino allo stremo senza farlo sapere a nessuno. Obi trova il covo dei banditi e assieme a Zen, Kiki e Mitsuhide li va a stanare. |                   |         |
| 6   | Un passato pieno di significato 「意味の背中」 - Imi no senaka | 10 agosto 2015    |         |
| 6   | Izana, il fratello maggiore di Zen e primo principe di Clarines, torna al castello e dopo aver conosciuto Shirayuki invita Raji a un ricevimento per parlare di lei. Raji e Zen riescono a tenere nascosto a Izana l'incidente avvenuto a Tanbarun per salvaguardare la reputazione di Raji e permettere a Shirayuki di restare con Zen. |                   |         |
| 7   | Lasciami sentire la melodia del tuo sorriso 「聞かせて、笑顔の旋律」 - Kikasete, egao no senritsu | 17 agosto 2015    |         |
| 7   | Al palazzo iniziano a circolare dei pettegolezzi riguardo a Shirayuki e Zen, ma a mettere più a disagio la ragazza è la presenza di Izana. Questa tensione inizia a sciogliersi dopo che Shirayuki mostra al principe la sua determinazione. |                   |         |
| 8   | I ricordi tracciano spirali del passato 「記憶は過去のらせんを描いて」 - Kioku wa kako no rasen o egaite | 24 agosto 2015    |         |
| 8   | Obi diventa guardia del corpo di Shirayuki e le fa una domanda quasi offensiva: "Hai mai desiderato che Zen non fosse un principe?". Zen e Mitsuhide sentono la domanda e ricordano il passato, in cui Zen ricevette una grossissima delusione proprio per via della sua carica: il principe fu tradito da un ragazzo di nome Atri che per molto tempo è stato suo amico. |                   |         |
| 9   | Sentimenti che connettono e raggiungono 「繋がり届く想い」 - Tsunagari todoku omoi | 31 agosto 2015    |         |
| 9   | Shirayuki non ha retto un bicchiere di liquore che le era stato offerto e Garak chiede a Obi di sorvegliarla. Shirayuki esce dalla sua stanza ancora sotto l'effetto dell'alcol e Obi la segue, catturando nel frattempo una spia. Dopo aver riportato Shirayuki al sicuro, Obi riceve da Zen l'incarico di suo messaggero, che in realtà è solo una copertura per il ruolo ancora più alto di guardia del corpo di Shirayuki. |                   |         |
| 10  | Un cuore inesperto che scava nel profondo 「心蒼く、もっと深く」 - Kokoro aoku, motto fukaku | 7 settembre 2015  |         |
| 10  | A corte arriva una ragazza chiamata Kiharu, che stringe subito amicizia con Shirayuki. Kiharu ha portato con sé il suo amico Popo, un uccello di una razza molto rara, che vive solo nella sua isola di Yuris ed è minacciata dai cacciatori del visconte Brecker. La ragazza e tutti gli altri abitanti vorrebbero che la caccia finisse, ma il visconte ha il potere politico e per risolvere la questione hanno chiesto udienza al principe Zen. Su consiglio di Shirayuki, il principe riesce a far tutelare la razza dei volatili per la loro velocità come messaggeri e il visconte viene arrestato per aver interferito nella prova. |                   |         |
| 11  | Vedere… un colore per la prima volta 「出会う…初めての色」 - Deau… hajimete no iro | 14 settembre 2015 |         |
| 11  | Dopo un bacio improvviso ricevuto da Zen, Shirayuki è imbarazzata e continua ad esserlo anche dopo essere stata lontana da lui per un giorno. I due si riavvicinano ed espongono i loro sentimenti; Shirayuki dichiara di amare Zen, e il principe è contento di aver trovato una persona disposta a stare al suo fianco con sincerità. |                   |         |
| 12  | L'addio di inizio 「始まりのさようなら」 - Hajimari no sayōnara | 21 settembre 2015 |         |
| 12  | Il castello di Clarines apre le porte per un giorno ai cittadini. Una compagnia teatrale tiene uno spettacolo durante il quale un'attrice si infortuna, così Shirayuki e Ryu vanno a curarla e le dicono che non potrà continuare lo spettacolo. I colleghi allora chiedono a Shirayuki se può prendere il suo posto e la ragazza accetta, a patto di tenere i capelli coperti per non attirare troppo l'attenzione. Il direttore dello spettacolo però è deciso a far vedere a tutti i capelli di Shirayuki per portare più lustro alla sua compagnia, ma un intervento di Zen nel palcoscenico glielo impedisce. |                   |         |
| OAV | Questa pagina, un tesoro da nulla 「なんでもない宝物、この頁」 - Nandemo nai takaramono, kono pēji | 5 gennaio 2016    |         |
| OAV | Zen e Shirayuki trascorrono una giornata insieme nella città di Joka, come ad un appuntamento. Entrambi si scambiano dei regali e Zen compra dei souvenir anche per Kiki, Mitsuhide e Obi. |                   |         |
| 13  | Il rosso che tesse il destino 「運命を紡ぐ赤」 - Unmei o tsumugu aka | 11 gennaio 2016   |         |
| 13  | La vita quotidiana a corte prosegue; Obi fa amicizia con Ryu che gli regala dei semi, gli stessi che sta collezionando Shirayuki. Mihaya chiede di essere ammesso a palazzo per avvertire Shirayuki che qualcuno è interessato a lei: quando era su una nave ha incontrato un ragazzo biondo chiamato Kazuki che stava cercando una ragazza dai capelli rossi, e aveva brutte intenzioni. Oltre a questa notizia, è arrivato da Tanbarun un invito per Shirayuki a prendere parte a un ballo che si terrà in quel regno. Il principe Izana le impone di accettare per mantenere buoni rapporti con Tanbarun e Zen chiede che Mitsuhide la accompagni. |                   |         |
| 14  | Occhi che proteggono e guardano avanti 「守る瞳、進む瞳」 - Mamoru hitomi, susumu hitomi | 18 gennaio 2016   |         |
| 14  | Shirayuki prende lezioni di ballo e Obi gira per il porto insieme a Mihaya per cercare Kazuki senza successo. Ogni sera Zen sfoga la sua rabbia fingendo di combattere perché non potrà difendere Shirayuki personalmente. Obi decide di affrontarlo per ottenere l'incarico di guardia del corpo di Shirayuki a Tanbarun e vince l'incontro. Il giorno seguente è quello della partenza, lord Haruka accompagna Shirayuki fino al confine e le spiega quale sarà il suo ruolo all'interno del castello. Una volta arrivati a Tanbarun, Shirayuki e Obi vengono invitati ad entrare al castello e scoprono che Raji non credeva che avessero accolto un semplice invito di cortesia, ma già che sono lì si impegnerà a offrire loro un buon soggiorno.                                                                                                |                   |         |
| 15  | Indecisione causata da confusione 「迷うは戸惑いの中」 - Mayou wa tomadoi no naka | 25 gennaio 2016   |         |
| 15  | Il principe Raji è impacciato a relazionarsi con Shirayuki. Quest'ultima le chiede di visitare la serra del palazzo e il principe, per evitare gli sguardi indiscreti e curiosi delle guardie, accompagna lei e Obi attraverso un passaggio sotterraneo ma si perde. I fratelli minori di Raji, i gemelli Rona e Eugena, seguono il gruppo di nascosto per fare la conoscenza di Shirayuki ma vengono scoperti da Obi. I due principini spiegano dove si trova l'uscita e portano Raji, Shirayuki e Obi fino alla serra. Mentre la giovane erborista osserva con interesse le piante, Raji chiede scusa a Obi per il disguido che ha causato e i fratelli minori del principe si ritengono molto soddisfatti per questo suo comportamento gentile. |                   |         |
| 16  | Il nome di quel passo è cambiamento 「その一歩の名は、変化」 - Sono ichi-po no na wa, henka | 1º febbraio 2016  |         |
| 16  | Il principe Raji è cambiato da quando ha conosciuto Shirayuki: è più attento verso i suoi doveri e ha iniziato ad acculturarsi nella biblioteca di palazzo. Rona desidera che la ragazza rimanga per sempre a Tanbarun, perciò tenta di farla innamorare di suo fratello Raji. Mihaya avverte Zen che Kazuki e la sua banda sanno che Shirayuki si trova a Tanbarun e vanno a rapirla proprio la sera del ballo. Zen ottiene da Izana il permesso di raggiungere Shirayuki ma non arriva in tempo per salvarla. |                   |         |
| 17  | Prologo di una notte che si contorce nella quiete 「静かに絡まる夜の序章」 - Shizuka ni karamaru yoru no joshō | 8 febbraio 2016   |         |
| 17  | Kazuki e Itoya rapiscono Shirayuki e tutti i soldati del regno si mettono a cercarla. Zen e la sua scorta arrivano a Tanbarun quando è ormai troppo tardi, Raji si scusa con lui e il re gli offre il suo appoggio per le ricerche della ragazza. Obi, che era stato steso la notte del rapimento, si mette subito all'inseguimento di Shirayuki nella foresta il giorno dopo, ma quando raggiunge Itoya scopre che Shirayuki e Kazuki sono stati rapiti dagli Artigli del mare, guidati da Umihebi. |                   |         |
| 18  | Molte decisioni differenti 「いくつもの決意」 - Ikutsu mo no ketsui | 15 febbraio 2016  |         |
| 18  | Zen e Obi si ritrovano nella foresta e chiedono ai Leoni di montagna di collaborare con loro. Questo gruppo è composto da persone che si ribellano ai banditi ma anche ai nobili, tuttavia visto che Kazuki, un loro membro, è stato rapito assieme a Shirayuki, decidono di stringere una collaborazione temporanea con i principi. Kazuki un tempo apparteneva agli Artigli del mare, ma dopo essere stato tradito si è unito ai Leoni di montagna e ha rapito Shirayuki per evitare che le accadesse la stessa cosa. Mihaya sa dove si trova la base degli Artigli del mare e vende l'informazione al principe Raji, mentre Kiki si fa rapire dai pirati per aiutare Shirayuki. |                   |         |
| 19  | Un'ondata di determinazione 「覚悟の波」 - Kakugo no nami | 22 febbraio 2016  |         |
| 19  | Il principe Raji riesce a convincere tutti i marinai presenti nel porto di Tanbarun ad andare a salvare con le loro navi i prigionieri degli Artigli del mare. La grande numerosità di navi e l'annuncio che Shirayuki è insignita del titolo di "Amica della corona" non bastano ad ottenere la resa dei pirati, che si dirigono verso la loro base passando attraverso dei vortici nel mare. Anche la nave guidata da Raji affronta i vortici raggiungendo la base degli Artigli del mare e i Leoni della montagna arrivati dalla terraferma accerchiano e catturano i pirati. Zen e Shirayuki possono finalmente riabbracciarsi e quando la ragazza incontra il capo dei Leoni di montagna riconosce in lui suo padre. |                   |         |
| 20  | La temperatura di un sorriso, un luogo importante 「微笑みの温度、大切な場所」 - Hohoemi no ondo, taisetsu na basho | 29 febbraio 2016  |         |
| 20  | Mukaze, il padre di Shirayuki, ospita lei e i suoi amici al villaggio dei Leoni di montagna e le racconta le sue origini: Shirayuki nacque in quello stesso posto ma venne portata dai suoi nonni poco dopo la morte prematura della madre. Quella sera Mukaze ascolta la dichiarazione d'amore di Zen per Shirayuki e acconsente al loro fidanzamento, dopodiché Shirayuki e Zen possono stare finalmente da soli e la ragazza gli racconta le cose divertenti che sono successe a Tanbarun. Obi è costernato per non essere riuscito a proteggere Shirayuki ma lei lo perdona e gli chiede di poter essere nuovamente la sua guardia del corpo. Il giorno seguente Shirayuki e gli altri fanno ritorno a Tanbarun per un nuovo ballo organizzato in onore di Shirayuki, e la fanciulla ricambia il favore del principe Raji invitandolo a Clarines. |                   |         |
| 21  | Quando sono con te... 「貴方といれば……」 - Anata to ireba… | 7 marzo 2016      |         |
| 21  | Shirayuki, Zen e la sua scorta si fermano in una locanda lungo il viaggio di ritorno a Clarines per ripararsi dalla pioggia e passare la notte. Nella stessa locanda sopraggiunge Toro, una vecchia conoscenza di Obi che gli chiede di aiutarla con un incarico che le è stato assegnato. Obi si allontana in piena notte per seguire Toro in una casa abbandonata nei paraggi, dove il figlio di un nobile si è rifugiato e dev'essere riportato a casa. Mitsuhide si accorge dell'assenza di Obi e sveglia gli altri per andare a cercarlo e, una volta trovato, Shirayuki cura le ferite di Toro e Obi. Quest'ultimo si rende conto che nella sua attuale vita ha degli amici che si preoccupano per lui, pertanto rifiuta l'offerta di Toro di tornare a vivere con lei come ai vecchi tempi.                                                    |                   |         |
| 22  | Tu berrai dalla sorgente dell'intento 「君を潤わせるのは意志の泉」 - Kimi o uruowa seru no wa ishi no izumi | 14 marzo 2016     |         |
| 22  | Il principe Izana e Lord Haruka ritengono opportuno che il principe Zen prenda moglie. Zen rifiuta la proposta di organizzare un ballo per questo motivo e accetta di fare un solo ricevimento privato con Kiki, che, essendo figlia di un conte, risulta nella lista delle ragazze proposte. Shirayuki ha ripreso il suo lavoro di erborista e sentendo parlare dell'incontro di Zen, senza sapere con chi, inizia a scoraggiarsi. Zen va da lei appena può per spiegarle come stanno le cose e conferma deciso a suo fratello che l'unica ragazza che vuole avere come sposa è Shirayuki. |                   |         |
| 23  | Per via di chi sei 「あるがゆえの先」 - Aru ga yue no saki | 21 marzo 2016     |         |
| 23  | Un piccolo incidente avvenuto a Zen fa preoccupare Mitsuhide, e l'inalazione di una fragranza ipnotica che si trova nell'ufficio della capo erborista accresce la sua premura. Mitsuhide resta sempre accanto a Zen nei giorni a venire per evitargli altri guai, ma gli causa solo fastidio. Zen riflette sul fatto che Mitsuhide, al contrario di altre persone, ha scelto di stare al suo fianco perché gli vuole bene, e riconosce di aver ancora bisogno della sua protezione. Shirayuki prepara in pochi giorni un antidoto all'ipnosi e, dopo averlo somministrato con successo, la capo erborista dichiara concluso il suo periodo di apprendistato accogliendola ufficialmente come erborista di corte. |                   |         |
| 24  | Una storia, la mia strada 「そして物語、私の道」 - Soshite monogatari, watashi no michi | 28 marzo 2016     |         |
| 24  | Dal regno di Tanbarun arrivano due messaggeri per Shirayuki: si tratta di Sakaki e Mihaya, che ora è diventato visconte grazie all'aiuto fornito per la cattura dei pirati. Sakaki consegna ufficialmente il titolo di "Amica della corona" a Shirayuki da parte del principe Raji, assieme a una lettera scritta dallo stesso principe. Il principe Izana rimane colpito dall'influenza positiva che Shirayuki ha avuto su Raji, e ora che possiede un titolo nobiliare ritiene che l'ufficializzazione del suo fidanzamento con Zen non rovinerebbe più la sua immagine come avrebbe fatto in passato. Quella sera Shirayuki e Zen si ritrovano insieme nei giardini del palazzo e si ripromettono di restare sempre l'uno accanto all'altra nel loro futuro.                                                                                       |                   |         |